# Pacifico Monza
Pacifico Monza (Vicenza, Italia, 26 de enero de 1845-San Remo, 18 de diciembre de 1917), fue un sacerdote católico italiano, obispo, general de los franciscanos en los años 1911 a 1915.

## Biografía
Nació el 26 de enero de 1845 en Vicenza. Después de ingresar a los franciscanos y estudiar filosofía y teología, fue ordenado sacerdote en 1868. Trabajó como formador en el Mission College de Barbarano. En 1883 fue elegido definidor en su provincia, en 1889 provincial. Desde 1895 fue fiscal de la orden. El Papa León XI lo nombró administrador apostólico en Skopje, pero debido a problemas de salud tuvo que regresar a su provincia natal después de solo unos meses entre los albaneses. El Papa Pío X lo nombró Ministro General el 23 de octubre de 1911. Como general, contribuyó a la reforma de los estudios y al desarrollo del Roman Antonianum. Nombrado obispo titular de Troas (Troada) el 20 de agosto de 1915, fue consagrado obispo por el arzobispo Diomede Falconio el 8 de septiembre de 1915. Colaboró en la codificación del Código de Derecho Canónico, viviendo primero en un monasterio en la Iglesia de St. Antonio de Padua en el Esquilino, luego en Quaracchi y finalmente en San Remo. Murió el 18 de diciembre de 1917..